# Giovanni Paolo Lascaris di Ventimiglia e Castellar
Frà Giovanni Paolo Lascaris di Ventimiglia e Castellar (Castellar, 28 giugno 1560 – Malta, 14 agosto 1657) fu principe di Malta, conte di Peille, signore di Castellar e Gran Maestro del Sovrano Militare Ordine di Malta.

## Biografia

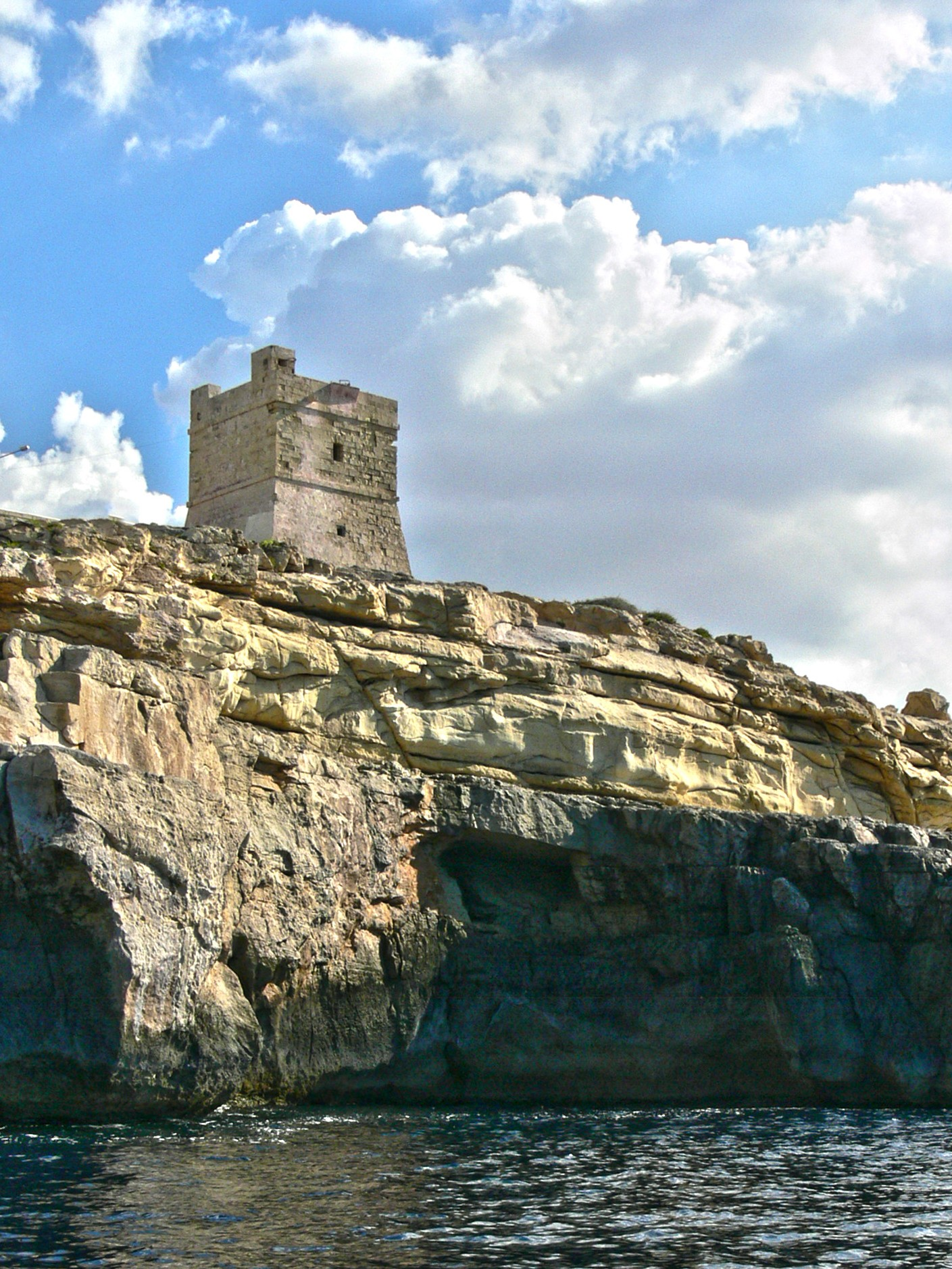
La Torre maltese fatta erigere da Giovanni Paolo Lascaris di Ventimiglia e Castellar, Gran Maestro dell'Ordine di Malta.

Giovanni Paolo Lascaris di Castellar era discendente dall'antica e nobile famiglia dei Lascaris di Ventimiglia, originata per via femminile dagli imperatori di Costantinopoli.
Egli divenne noto nell'Ordine di Malta come inviato del conte di Ventimiglia, divenendo poi ambasciatore presso la corte reale di Madrid e quella vicereale di Palermo. Giovanni Paolo divenne cavaliere nella Langue di Provenza nel 1584. Fu successivamente balì di Manosque, Siniscalco di Malta e infine 57esimo Gran Maestro. In tali vesti, fondò un priorato ereditario dell'Ordine di Malta a favore dei suoi nipoti conti di Ventimiglia, sito a Santa Margherita di Lucerame.
Eletto Gran Maestro il 12 giugno 1636, dovette fronteggiare le non poche problematiche della sua epoca, soprattutto riguardanti il dominio temporale dell'Ordine sull'Isola di Malta la quale divenne meta di mire espansionistiche da parte del Regno di Spagna prima e di Luigi XIV poi, riuscendo ad ogni modo a far prevalere la posizione d'indipendenza dei Cavalieri ospitalieri.
Morì a Malta il 14 agosto 1657.

## Le torri e il Forte Lascaris
Le Torri Lascaris costituiscono un sistema di fortificazioni situato in Malta, edificato - insieme al Forte Lascaris - durante il regno del Gran maestro Giovanni Paolo Lascaris, negli anni 1630-1647. Rispetto a quelle costruite negli anni 1609-1614 - Torri Wignacourt - le Torri Lascaris, più piccole, svolgono una funzione differente. Infatti, servivano soprattutto come luogo di osservazione della potenziale flotta nemica in avvicinamento al presidio principale di La Valletta, e a quelli secondari. Il sistema Lascaris integra le torri Wignancourt e le torri Redin, in modo da poter trasmettere in tempo reale, durante il giorno e la notte, dei segnali ottici di avviso o allarme. L'installazione è stata eseguita su sezioni della costa favorevoli a sbarchi di truppe nemiche.
Le torri edificate dal Lascaris sono le seguenti:
- Ta 'Lippija
- Ghajn Tuffieha
- Nadur
- Qawra, denominata Ta 'Fra Ben
- Sciuta, denominata Ta 'Xuta.

Le torri avevano una pianta quadrata, larghezza o profondità di circa otto metri e un'altezza di circa venti metri. Il piano terra è di solito un ripostiglio, al primo piano si trovava l'alloggio per la guarnigione della torre. L'accesso a questo piano avveniva tramite una scala. Da questo piano partiva altra scala per raggiungere il tetto, sul quale era collocato un cannone. Da qui partivano durante il giorno e la notte i segnali ottici. Il posto di osservazione era protetto da una torricella-garitta per proteggersi da vento e intemperie.
Nel 1649 è stato inoltre edificato il castelletto di Marfa Ridge detto Torre S. Agata.
Il Forte Lascaris fu costruito principalmente con la funzione di carcere per i prigionieri turchi, catturati nelle scorrerie e battaglie della flotta degli Ospitalieri. Nel corso della seconda guerra mondiale ospitò nelle Lascaris War Rooms il Comando strategico inglese per il Mediterraneo.
L'attività di difesa dell'isola di Malta da parte del principe Lascaris fu molto complessa e necessitò di ingentissimi investimenti. Giovanni Paolo Lascaris il 30 maggio 1638 pose la prima pietra della Linea di Santa Margherita, un insieme di bastioni progettati dall'architetto e alto prelato Vincenzo Maculani da Fiorenzuola, che fu sviluppata sino al 1645, racchiudendo un'area di 800 per 600 metri, a sud-est di La Valletta. Altra cortina fondata nel 1635, e successivamente sviluppata sotto il regno del Lascaris fu la Linea Floriana, a ovest di La Valletta, su progetto dell'architetto Pietro Paolo Floriani.
Nel 1643 il Lascaris fa erigere il Lazzaretto, per tenere in quarantena i sospetti portatori di peste, nell'isola Manoel presso Gżira.
La notevole consistenza dell'architettura militare lascariana, e in generale l'attività militare nel magistero del Ventimiglia, hanno fatto dedicare a Giovanni Paolo Lascaris di Ventimiglia una sala dell'attuale Museo militare dello stato maltese.